# Margarite
Ne doit pas être confondu avec Margarita.
La margarite est un minéral du groupe des micas de la sous-classe des phyllosilicates, dont elle constitue un pôle pur calcique, de formule CaAl2(Al2Si2)O10(OH)2. Elle forme des masses blanches à gris rosâtre ou gris jaunâtre ou de fines lamelles. Elle cristallise dans le système cristallin monoclinique. Le minéral a généralement une densité d'environ 3, une dureté de 4 sur l'échelle de Mohs, demeure translucide avec un clivage {010} parfait et présente un jumelage cristallin. Découverte en 1823, l'IMA lui attribue le symbole Mrg. Son nom provient du grec ancien μαργαρίτης / margarítes pour « perle ».
La margarite se forme généralement comme un produit d'altération du corindon, de l'andalousite et d'autres minéraux alumineux dans des roches métamorphiques de faible à moyenne grade, comme l'émeri, les roches riches en chlorite, les micaschistes ou les roches à glaucophane. Elle a été signalée comme pseudomorphose d'altération de la chiastolite associée à la muscovite et à la paragonite. Dans cette occurrence, elle se forme préférentiellement le long d'inclusions riches en graphite noir avec les cristaux de chiastolite.
La margarite se trouve dans de nombreux gisements dans le monde comme ceux d'émeri de Turquie et des îles de la mer Égée, et associée au corindon dans plusieurs localités des États-Unis. Sa localité type est en Autriche, le mont Großer Greiner à Finkenberg dans le Tyrol,.